# Stasiówka (województwo podkarpackie)
Stasiówka – wieś w Polsce położona w województwie podkarpackim, w powiecie dębickim, w gminie Dębica.
W latach 1975–1998 miejscowość położona była w województwie tarnowskim.

## Historia
Pozostałości po osadzie wczesnośredniowiecznej w Stasiówce zostały odkryte w 1998 w trakcie badań powierzchniowych realizowanych w ramach programu Archeologiczne Zdjęcie Polski. Osada ulokowana została na krawędzi Progu Karpackiego, na wysokim garbie terenowym, zajmowała powierzchnię około trzech hektarów.
Na powierzchni kilku pól występowały skupiska czarnej próchnicy z przepalonymi kamieniami, grudami polepy, fragmentami naczyń glinianych.
W trakcie badań wykopaliskowych przebadano kilkadziesiąt arów powierzchni osady. Odsłonięto zarysy trzech budynków mieszkalnych. Były to lekko zagłębione w ziemię (do 0,5 m) chaty o powierzchni od 8 do 13 m². Konstrukcja nośna tych budynków oparta była na słupach, podtrzymujących dach, zaś ściany boczne były wykonane z plecionki, oblepionej gliną.
Budynkom mieszkalnym towarzyszyły jamy-piwniczki oraz wolno stojące, zadaszone paleniska, tworząc zespoły o charakterze zagród. Liczba odkrytych chat sugeruje, że cała osada mogła się składać z 15–20 budynków-zagród. W czarnych wypełniskach znaleziono liczne fragmenty naczyń glinianych oraz przepalone kamienie z palenisk. Koniec osady miał gwałtowny charakter, wszystkie odkryte obiekty noszą ślady pożaru.
Brak też potwierdzenia, że założycielem i pierwszym właścicielem Stasiówki był “Stasz”, którego dziś nazwaliśmy Stanisławem. Pierwsze historyczne wzmianki o Stasiówce pochodzą z początku XVI wieku, w których występowała jako Sthaszczowa lub Stasziowka i należał do Jana Górskiego i Jakuba Lathoschyńskiego. Liczyła wówczas 26 kmieci. W tym czasie mieszkańcy należeli do założonej w 1310 parafii w Gumniskach. Po utworzeniu w 1791 parafii w Zawadzie Stasiówka weszła w jej skład. Pod koniec XVIII istniał w północnej części Stasiówki drewniany kościółek pod wezwaniem św. Anny, który na początku XIX w. strawił pożar. 
W XIX w. wieś przeszła pod władanie Raczyńskich w Zawadzie. W połowie wieku liczyła około 300 mieszkańców, w latach 90. już ponad 600. Chłopi ze Stasiówki byli wyjątkowo spokojni, jako jedni z nielicznych nie wzięli udziału w rabacji 1846. Poza uprawą roli zajmowali się tak jak w sąsiednich wsiach tkactwem. Życie mieszkańców wsi było wówczas bardzo trudne. Wszyscy mieszkańcy musieli przez kilka dni w tygodniu odrabiać pańszczyznę. Pozostawało im niewiele czasu na pracę na swoim polu. Plony były niewielkie i często wiosną, na przednówku brakowało jedzenia. Często zdarzały się klęski żywiołowe jak powodzie susze, które sprawiały, że znaczna część mieszkańców umierała. Co kilkanaście lat pojawiały się epidemie nieuleczalnych chorób, które rozprzestrzeniały się bardzo szybko z braku higieny i właściwego odżywiania się. Taką epidemią była zaraza cholery, która pod koniec XVI w. zdziesiątkowała mieszkańców tych terenów.

### II wojna światowa
W czasie II wojny światowej wieś mocno ucierpiała. Na ziemię dębicką Niemcy wkroczyli 8 września 1939. Zaczęła się okupacja. Jednym z pierwszych zarządzeń była rejestracja wszystkich mieszkańców, w tym także i Stasiówki. Zewidencjonowano ziemie i żywy inwentarz. Na każde gospodarstwo nałożono kontyngent płodów rolnych, żywca i mleka. Opornych karano obozem lub śmiercią. Na skutek słabego nawożenia pól, ciężkich zim, wysokich kontyngentów ludzie na wsi przymierali głodem. Od początku okupacji wprowadzono przymus pracy. Kto jej nie miał był wywożony na przymusowe roboty do Rzeszy lub kierowany na 16-miesięczną służbę na rzecz wojska niemieckiego w obozie pracy w Pustkowie.
Od 1940 w lasach Głobikowej, Gumnisk, Braciejowej aktywnie działały oddziały partyzantów AK. Kilku mężczyzn ze Stasiówki zasilało ich szeregi. Między innymi Jan Nicoś, Władysław Nicoś, Jan Baran. Niektórzy stasiówkowscy gospodarze utrzymywali kontakty z partyzantami. Współpraca z nimi polegała przede wszystkim na dostarczaniu im żywności. W czasie realizacji akcji “Burza” w tych okolicach, w stasiówkowskich lasach miały miejsce jedynie pojedyncze incydenty, akcje żołnierzy AK jak np. ta z 28 lipca 1944. Kompania Edwarda Wandzio, zdążająca na miejsce koncentracji w leśnictwie Berdech została ostrzelana przez Niemców. Po ostrzelaniu żołnierze wycofali się, było 4 rannych.
W VIII 1944 w Stasiówce pojawiły się pierwsze patrole nacierającej Armii Czerwonej. Niemcy wycofali się na Kamieniec i Południk w Braciejowej i tam okopali. Rosjanie zajęli stanowiska w lasach Stasiówki, głównie na Bukowej. Do dziś są tam ślady okopów i bunkrów. Jesienią 1944 ludność wioski została wysiedlona w okolice Ropczyc, Sędziszowa Małopolskiego, Mielca. Żołnierze radzieccy opuścili Stasiówkę 16 I 1945 Wkrótce do zniszczonych i splądrowanych gospodarstw zaczęli wracać wysiedleni.

### Czasy powojenne
Wraz z zakończeniem wojny ludzie zaczęli powracać do normalnego życia. W latach 60. rozpoczęły się w Stasiówce powolne zmiany. Od 1966 zaczęto modernizować drogę Stasiówka – Zawada, a w 1967 przystąpiono do przebudowy drogi Stasiówka – Łupiny. W 1967 w ramach czynów społecznych przystąpiono do elektryfikacji wsi. W 1971 wieś otrzymała połączenia autobusowe.
Kościół w Stasiówce zaczęto budować w latach 80. Wcześniej, mieszkańcy bez zgody komunistycznych władz zdecydowali się na rozbudowę kaplicy, w której odbywały się msze święte odprawiane przez księży przyjeżdżających z Zawady. Mimo nałożonych kar prace kontynuowano nocami. Oficjalną zgodę na budowę otrzymano po wydarzeniach sierpniowych 1980 Poświęcony w Rzymie kamień węgielny został wmurowany przez ks. arcybiskupa Jerzego Ablewicza w 1982. Konsekracja kościoła pod wezwaniem świętych Apostołów Piotra i Pawła miała miejsce w 1991. Parafia w Stasiówce wchodzi w skład dekanatu Dębica Wschód w diecezji tarnowskiej.
W ostatnim czasie do użytku została oddana nowa sala gimnastyczna przy Zespole Szkół w Stasiówce. 17 maja 2009 odbyło się nadanie Publicznemu Gimnazjum w Stasiówce im. Bohaterów Monte Cassino. Od tego samego roku w szkole prężnie działa drużyna harcerska, skupiająca uczniów zarówno szkoły podstawowej, jak i gimnazjum. Drużyna nosi nazwę 66 Drużyna Starszoharcerska Czarne Wilki. Ostatnio „dodaną” atrakcją turystyczną są ścieżki przyrodnicze, powstałe w wyniku ekologicznej działalności szkoły.
W roku 2010 w Stasiówce powstała również drużyna piłkarska LKS Stasiówka. Aktualnie LKS Stasiówka gra w Klasie B.